# Vægur
Et vægur er et ur som er beregnet til at hænge på en væg, ofte i et hjem.
Elektriske vægure kører typisk på batterier. Hvis væguret er mekanisk, fås energien typisk fra et lod eller en optrukken fjeder. Der findes også elektro-mekaniske ure, som kører på fjederkraft, men fjederen bliver trukket af et relæ, som aktiveres af strømmen fra et batteri.